# Szymon Bocchorn

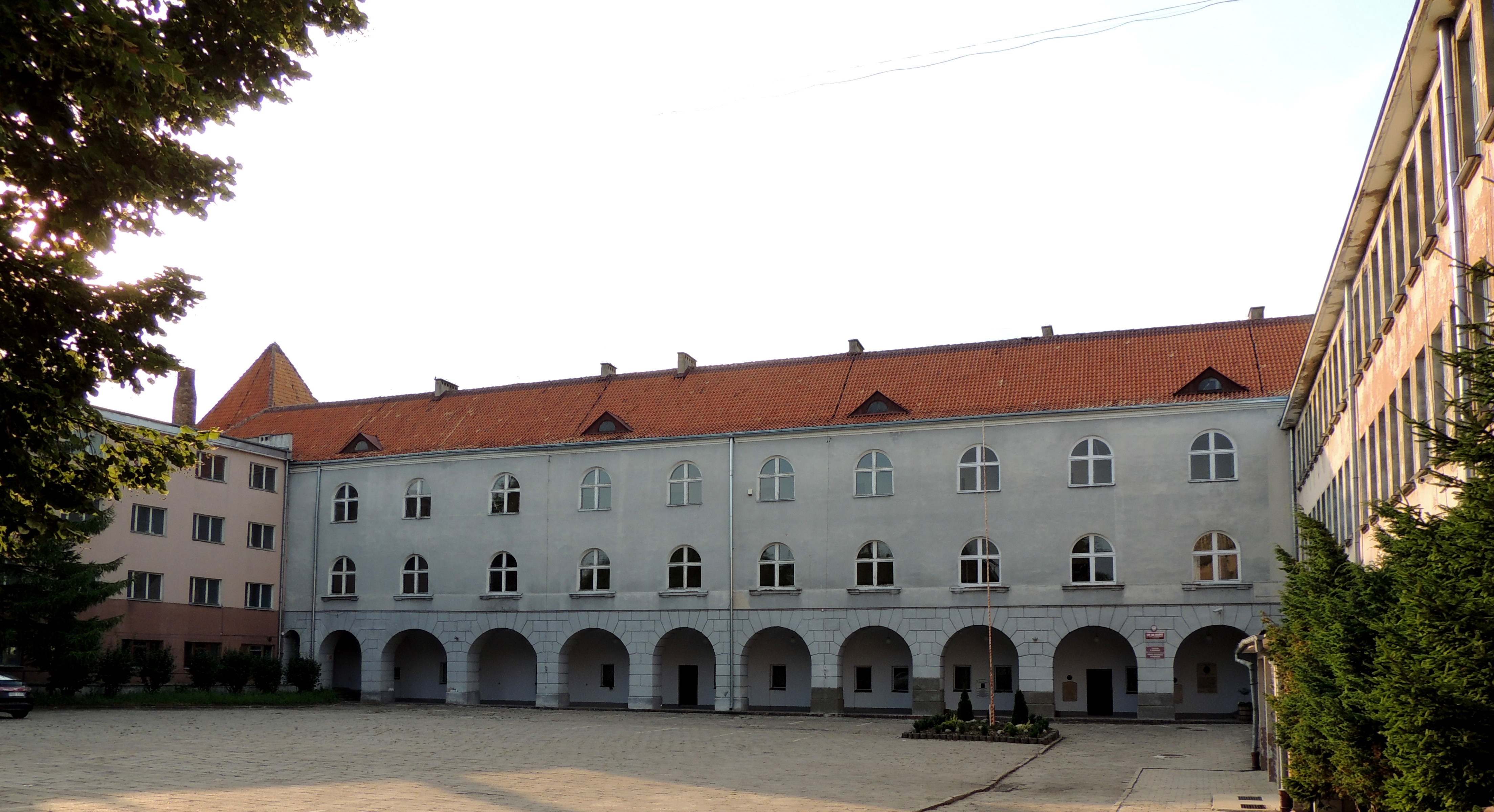
Dziedziniec dawnego kolegium jezuickiego w Braniewie, w którym wykładowcą i rektorem był ks. Bocchorn

Szymon (Paweł) Bocchorn (ur. 22 października 1639 w Braniewie, zm. 6 stycznia 1721 w Świętej Lipce) – Warmiak, jezuita, teolog, rektor Kolegium Jezuitów w Braniewie, regens seminarium duchownego, misjonarz, asceta.

## Życiorys
W latach 1676–1678 był profesorem filozofii w Braniewie, w latach 1682–1688 superiorem misji w Królewcu. Następnie powrócił do Braniewa i w latach 1688–1692 sprawował funkcję regensa seminarium diecezjalnego oraz był profesorem teologii moralnej. W latach 1692–1695 był rektorem w Reszlu, w latach 1695–1700 instruktorem III probacji w Nieświeżu. Do 1707 roku przebywał w Połocku. Następnie w kadencji 1707–1710 ponownie w Braniewie, sprawując tym razem funkcję rektora Kolegium Jezuitów. Następnie sprawował posługę w Świętej Lipce, gdzie zmarł w 1721 roku.
Był autorem dzieła ascetycznego Lumen veritatis (wydanego w drukarni w Braniewie w 1716 roku). Miał opinię świątobliwego zakonnika i ascety.